# بير موني إنك
بير موني إنك (يسمى بشكل عام بير موني)، فريق في المصارعة الحرة مكون من بوبي رود وجيمس ستورم في شركة مصارعة تي إن إيه (TNA)، وكانت مديرة أعمالهم السابقة جاكلين.

## التاريخ

### الخلفية
في 12 يونيو في حلقة "إمباكت" من تحدى ستورم ورود فريق لاتين أمريكان إكسجينج The Latin American Xchange أو (LAX)، على بطولة الفرق العالمية TNA World Tag Team Championship، نجح ستورم وروود بالفوز بالمباراة بعد تثبيت بضربة جيمس ستورم القاضية ذ لاست كول على هرناندز وكان حزامًا جلدي ملفوف على حذاءه. تدخل مدير LAX هيكتور قيريو وأخبر الحكم بما حصل، فأعيدت المباراة حاليًا. استطاع فريق LAX المحافظة على البطولة. بعد المباراة، قام ستورم وروود وجاكلين بتقييد LAX إلى عمود الحلبة، وواصلوا جلدهم بالأحزمة الجلدية. لاحقًا في تلك الليلة تحدوا LAX إلى مباراة انتقام، وفي الأسبوع التالي في "إمباكت" تحدوهم إلى مباراة من نوع انتقام الجماهير في مهرجان "فيكتوري رود" Victory Road. ولإكمال العداء قام هومسايد بتحدي روود إلى شجار في موقف السيارات. ورغم أن هرناندز وستورم لم يكن لهما علاقة بالتحدي، إلا أن ستورم تدخل وسحبا هومسايد إلى داخل منطقة الصراع وواصلا الهجوم حتى أنقذه هرناندز. في مهرجان "فيكتوري رود" نجح فريق LAX بالاحتفاظ ببطولتهم. وفي مهرجان "هارد جستس" كان هناك إعادة للمباراة فنجح فريق بير موني إنك بالحصول على البطولة. وفي إعادة أخرى في مهرجان "نو سرندر" No Surrender فاز بير موني إنك وحافظا على البطولة. بعد أسبوعين في "إمباكت كانت هناك مباراة 3 ضد 3 وكانت تشمل مدراء أعمال الفريقين وكان الخاسر في المباراة يخسر مدير أعماله، فاز بير موني إنك، وبعدها انتهت وظيفة هكتور قيريو كمدير أعمال LAX. بعد ذلك تمكن فريق بير موني إنك من الدفاع عن بطولة الفرق بنجاح في مهرجان "تيرننغ بوينت" Turning Point ضد فريق موتور ستي مشين قنز The Motor City Machine Guns.
دخل بير موني إنك في عداء مع فريق مات مورغن Matt Morang وأبيس Abyss ونجحا في المحافظة على البطولة بعد مباراة ضد الفريق الآخر في مهرجان «فاينل رزولوشن» Final Resolution. في 8 يناير إمباكت خسرا البطولة لفريق ليثال كونسكوينسز المكون من جاي ليثال وكونسكونسز كريد. في مهرجان «جنسس» Genesis حازا على البطولة مرة أخرى، ودافعا عنها بنجاح ضد ليثال كونسكونسز في «اقينست أول أودز» Against All Odds.

### تحدي «خارج العربة» والعداء مع «تيم ثردي دي»

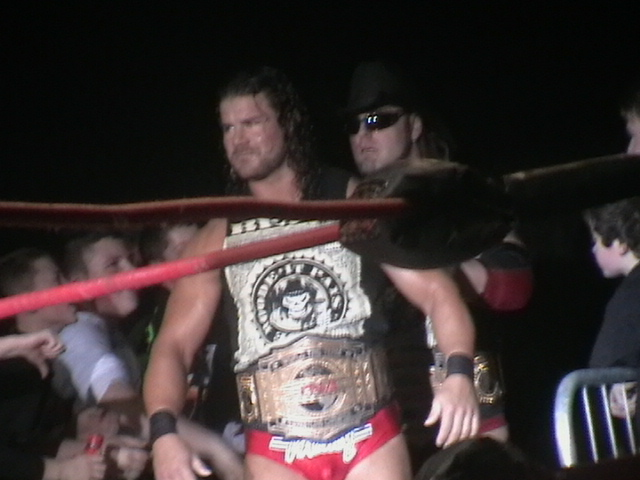
بير موني إنك أبطال الفرق

في 19 فبراير 2009 إمباكت بدأ بير موني إنك تحدي «أوف ذ واقن» Off the Wagon Challenge (معناه خارج العربة)، وكان ملخص التحدي: أي فريق يستطيع مواجهتهما على بطولة العالم للفرق ولكن إذا لم ينجح ذلك الفريق، فالفرد الذي يتم تثبيته يخرج من شركة TNA إلى الأبد. كان أول تحدي إريك يونغ Eric Young مع بيتي وليمز Petey Williams وتم تثبيت وليمز وخرج من الشركة. التحدي الثاني كان فريق ذ روك ان ريف انفكشون The Rock 'n Rave Infection (لانس روك وجيمي ريف) وتم تثبيت لانس روك. في 5 مارس إمباكت قام فريق LAX بتحدي بير موني إنك للبطولة، ولكن تعمد بير موني إنك الخسارة بـ«العد خارجًا» Count Out فخسرا المباراة رسميًا ولكن حافظا على البطولة. قام فريق «تيم ثري دي» Team 3D بتحدي فريق بير موني في مهرجان «دستنيشن إكس» Destination X ومرة أخرى تعمد بير موني إنك الخسارة بالاستبعاد، إلا أن هذا المرة قام جم كورنيت بإعادة المباراة وجعلها بدون استبعاد، ولكن بير موني هربوا من الحلبة وخسرا متعمدين بـ«العد خارجًا». في «لوك دوان» Lock Down خسر فريق بير موني بطولة الفرق لـ«تيم ثري دي». بعدها دخل بير موني في دوري تيم ثري دي حيث الفائز يحصل على فرصة للبطولة و 10000$ دولار أمريكي، نجح بير موني بالوصول إلى النهائيات وفي النهائيات هزما فريق ذ برتش إنفيشن The British Invasion في «سكرفايس» Sacrifice تاريخ 24 مايو وبهذا فاز الفريق بالدوري، وذهبا إلى مهرجان «سلامفيرسري» ليفوزا ببطولة الفرق.

## معلومات في المصارعة
- ضربات قاضية ومميزة

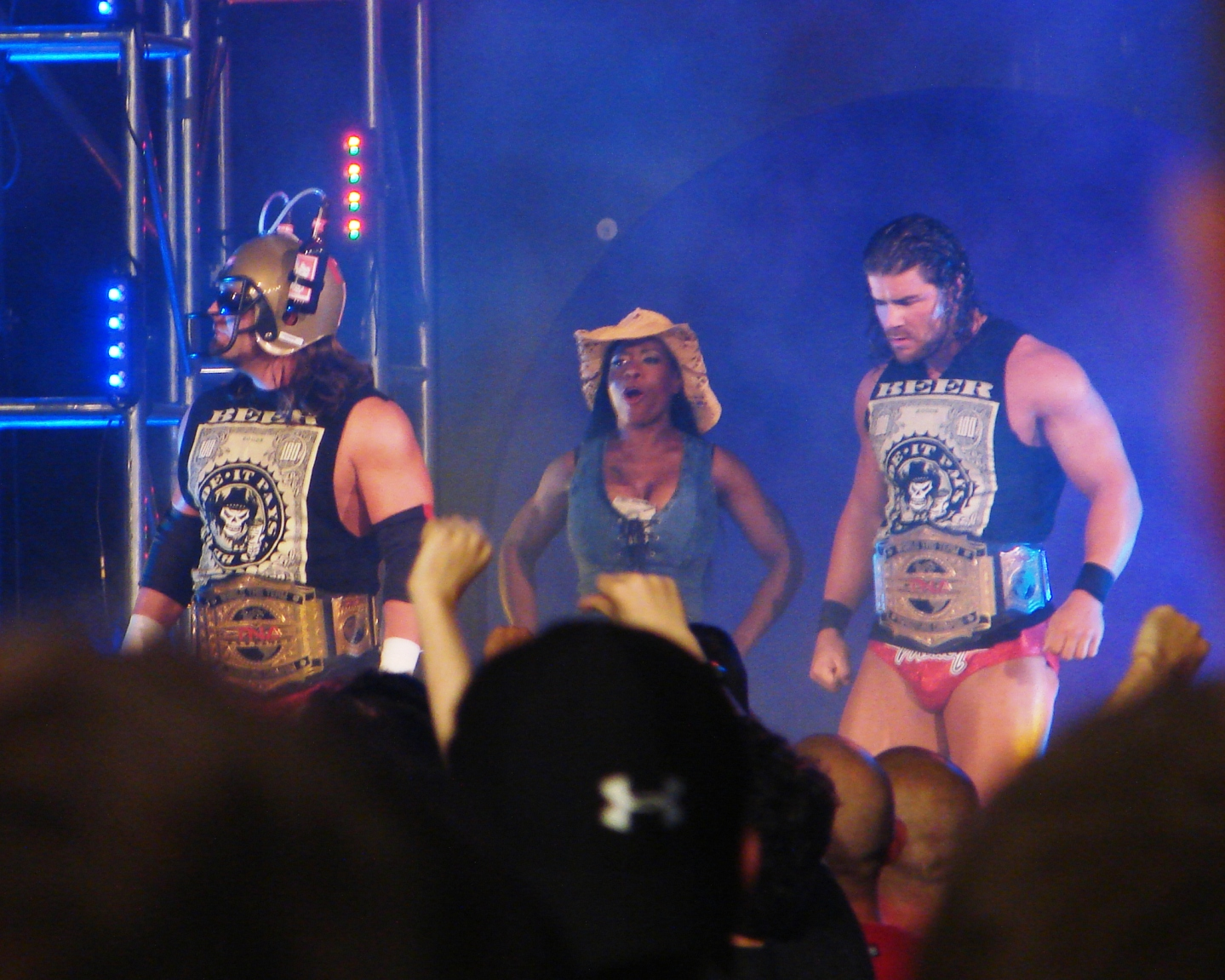
بير موني إنك مع مديرتهم السابقة جاكلين

  - ـ ضربة DWI وهي (Simultaneous powerbomb من ستورم و hangman's neckbreaker من روود)
  - ـ Assisted swinging side slam
  - ـ Scoop slam من روود بعدها elbow drops (السقوط بالمرفق من روود وستورم)
  - ـ Simultaneous Samoan drop (من ستورم) diving neckbreaker (من روود)
  - ـ Spinning spinebuster (من روود) Double knee backbreaker (من ستورم)
- ضربات جيمس ستورم القاضية
  - ـ (Eight Second Ride (Spinning bulldog
  - ـ (Eye of the Storm (Spinning crucifix toss
  - ـ (Last Call (Superkick - ركلة خارقة
- ضربات روبرت روود القاضية
  - ـ (Northern Lariat (Running lariat to the back of an opponent's neck
  - ـ (Payoff (Bridging cradle suplex
- أدوات مميزة
  - ـ سلسلة
  - ـ زجاجة بير

## البطولات والإنجازات

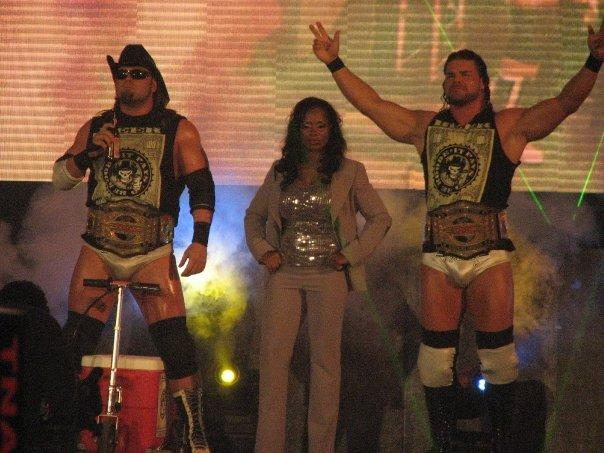
بير موني إنك في مهرجان فاينل رزولوشن

- في Pro Wrestling Illustrated
  - أفضل فريق للعام (2008)
- في Total Nonstop Action Wrestling
  - بطولة الفرق العالمية (مرتان)

## وصلات خارجية
- بير موني إنك على موقع عالم المصارعة على الإنترنت (الإنجليزية)
- بير موني إنك على موقع عالم المصارعة على الإنترنت (الإنجليزية)

- ـ موقع شركة TNA
- ـ موقع جيمس ستورم الشخصي